# Битва при Пуне
Битва при Пуне відбулася 25 жовтня 1802 року між різними фракціями Держави маратхів та призвела до Другої англо-маратхської війни. Сили Скіндіїв і пешви Баджі Рао II були атаковані Ясвантом Рао I, до бойових дій була залучена і Британська Ост-Індійська компанія.

## Передумови
У травні 1802 року Ясвант Рао військовими силами рухався до Пуне задля вирішення застарілих суперечностей. Ним були завойовані Ахмеднагар, Бараматі, Джамгаон, Донгаргаон, Дхулія, Йєюрі, Малегаон, Нараянгаон, Нашік, Пандхарпур, Пароле, Рахурі, Сасвад, Сендхва, Сіннар, Тхалнер, Чалісгаон, форт Пурангар.
28 жовтня, у неділю, під час свята Дівалі сили Ясванта Рао перемогли об'єднану армію Сінтіїв і пешви у бою біля Хадапсару та прилеглих місцевостях, що неподалік Пуне. Ясвант Рао віддав наказ своїм силам не нападати першими та чекати, коли з іншого боку пролунає 25 гарматних пострілів. Після цього магараджа віддав наказ армії атакувати. Після завершення успішного бою Ясавнт Рао наказав воякам не грабувати цивільних.

## Наслідки
Після звістки про перемогу Ясвант Рао пешва втік з Пуни до фортеці Сінхабад. 27 жовтня Баджі Рао II з воєначальниками та деякими представниками знаті та вояками Сінтіїв вирушив до фортеці Райгад, де провів місяць. Після цього змінив місцеперебування та 1 грудня 1802 морем рушив до Басейну. Британці запропонували йому підписати договір в обмін на владу. Після місяця перемовин та погрози британцями, що у випадку відмови його брат буде визнаний як пешва, пешва підписав Басейнський договір, за яким позбувся залишків суверенітету та дозволяє британцям призначити його пешвою в Пуні. Басейнський договір був підписаний 31 грудня 1802 року.
Ряд маратхських сардарів просили пешву повернутися до Пуне та вирішити питання із Холкарами, навіть один з його воєначальників був проти підписання договору.
Після завоювання Пуне Ясвант Рао перебрав керування до своїх рук та призначив людей, звільнив Мороба Фаднавіса — брата Нана Фаднавіса та багато інших, які були ув'язнені при владі Баджі Рао. Пешвою був призначений Амрутрао, 13 березна 1830-го Ясван Рао вирушив в Індаур.